# Храм Успения Пресвятой Богородицы (Балви)
Церковь Успения Пресвятой Богородицы — православный храм в городе Балви (Латвия). Первоначально домовая церковь в имении Петра Горожанского, затем приходская церковь в Боловском имении Полоцкой епархии, ныне в пределах Латвийской православной церкви. Основана в 1834 году, отстроена после пожара и освящена в 2015 году.

## История
В 1834 году в поместье Болвен (Боловск) из другого владения помещика П. С. Горожанского, Мариенгаузен, перенесли старую православную церковь с утварью, приспособив под неё одно из строений усадьбы. Колокольню устроили на двух столбах.
Первым настоятелем церкви стал отец Матвей Лавровский, церковный хор составили дворовые люди помещика. В 1842 году церковь стала приходской при общине из 450 человек, получив причт и содержание из казны. Новые прихожане перешли в православие из католичества.
По ходатайству архиепископа Полоцкого и Витебского Василия настоятелем храма стал отец Алексий Попов из Рижской епархии, во время его службы в 1863—1867 годах из католичества в православие по Боловскому приходу перешло более 900 человек и по Мариенгаузенскому — около 800. В 1865 году на выделенные из казны 3250 рублей началось строительство новой церкви, так как прежняя стала тесна. Пополнение общины заставило часть Боловского прихода выделить в самостоятельный Эржепольский, куда с 4 июля 1867 года был переведён Попов. В Боловске начал служить латыш по национальности, выпускник Рижской духовной семинарии Родион Пойш.
В 1871 году храм был достроен и освящен во имя Успения Пресвятой Богородицы. В 1882 году причт наделили 36 гектарами земли, а в 1886—1894 годах для служителей были построены дома и хозяйственные постройки. Количество прихожан к 1894 году выросло до 1191 человека.
29 мая 1895 года Боловскую церковь посетил епископ Полоцкий и Витебский Александр, который провёл службу и беседовал с прихожанами по-латышски.
В январе 1897 года настоятелем церкви стал Николай Лиелмежс, который ввёл традицию внеслужебных чтений, катехизацию для молодёжи, организовал церковный любительский хор под управлением учителя Петра Упита.
В 1904 году имение Боловск от помещика перешло в собственность Крестьянского поземельного банка, способствовавшего переселению на окрестные хутора русских из Псковской губернии. С ростом их числа приход стал латышско-русским, и к 1913 году разросся до 3585 человек.
На 1 января 1937 года в Балвском православном приходе числилось 2995 человек, около трети из них составляли латыши, часть которых ранее (1912—1916) перешла в Виксненский и Ругайский приходы. С января 1939 года настоятелем Балвского храма и благочинным Вилякского округа стал священник Шкилбенской церкви Николай Лапикен. В его попечении были гимназия, четыре 6-классные и шесть 4-классных основных школ, в которых обучались 298 православных детей, и для них преподавалось 29 недельных уроков Закона Божия.
Церковь действовала до 1985 года, когда погибла при пожаре. Службы были перенесены в бывший дома причта.
В 2005 году было положено начало строительству новой деревянной церкви, которое в декабре благословил митрополит Рижский и всея Латвии Александр. Посол России в Латвии Александр Вешняков содействовал получению финансовой помощи на строительство перекрытия нижнего храма. К ноябрю 2010 года на собранные пожертвования было завершено строительство нижнего храма, помещения воскресной школы и притвора церкви.
10 февраля 2012 года в деревне Захарово Великолукского района Псковской области был отслужен молебен на начало возведения сруба, который начали изготавливать здесь из отборного строевого леса.
Работы по дереву вела по традиционной технологии бригада под руководством Сергея Васильевича Шейченкова, на что потребовалось около 300 кубометров леса.
3 мая делегация Псковской области во главе с губернатором Андреем Турчаком вручила митрополиту Александру сертификат о дарении деревянной церкви городу Балви, а 25 октября сруб был доставлен пятью фурами из России. 13 декабря построенный сруб торжественно передан приходу храма. Благодарственный молебен совершил епископ Даугавпилсский Александр.
Работами на объекте руководил Иван Александрович Баранов.
14 августа 2013 года освящён главный купол храма, вслед за двумя меньшими куполами литургию и водосвятный молебен совершил настоятель храма Сергий Тихомиров.
5 мая 2015 года были освящены и водружены кресты на куполах церкви, чин освящения совершил благочинный Резекненского округа, протоиерей Виктор Теплов в сослужении Сергия Тихомирова и Константина Волкова.

## Архитектура
Проект современной деревянной церкви разработала архитектор Людмила Клешнина (род. 1947) в соавторстве с инженером-конструктором Арнисом Асисом (род. 1933).
Разработка проекта началась в сентябре 1994 года по инициативе священника Владимира Рубчихина и заняла около года. Проект пришлось разрабатывать заново, так как на месте сгоревшей церкви были забетонированы фундаменты, параметры которых не отвечали габаритам исторической постройки. Людмиле Клешниной и её сотрудникам пришлось впервые столкнуться с церковной архитектурой, что потребовало погружения в новую для них область проектирования. Обследовав отлитые из бетона фундаменты, инженеры констатировали их недостаточную несущую способность и глубину заложения, однако решили использовать из уважения к усилиям общины по восстановлению храма. Пришлось разработать решения по усилению и углублению основания храма.
Представленная отцом Владимиром программа проектирования предусматривала деревянный рубленый храм в канонических формах, по мотивам традиционных северных церквей, с двумя престолами — один на первом этаже (главный), другой — в подвальной части здания. В цокольном этаже — небольшой крестильный храм и помещение воскресной школы. Наверху — верхний деревянный храм, рассчитанный на 200 человек.
Основной объём храма выделен по высоте и представляет собой трёхмерный канонический куб, покрытый четырёхгранной шатровой крышей и увенчанный большой луковичной главой. Колокольня возвышается над западной частью церкви, однако её маленькая главка ниже центральной. Верхние помещения выстроены анфиладой: крыльцо, притвор, предхрамие, средняя часть храма, алтарь. Боковые пристройки-прирубы придают храму форму креста.